# Чемпионат мира по альпинизму 2013 (EAMA)

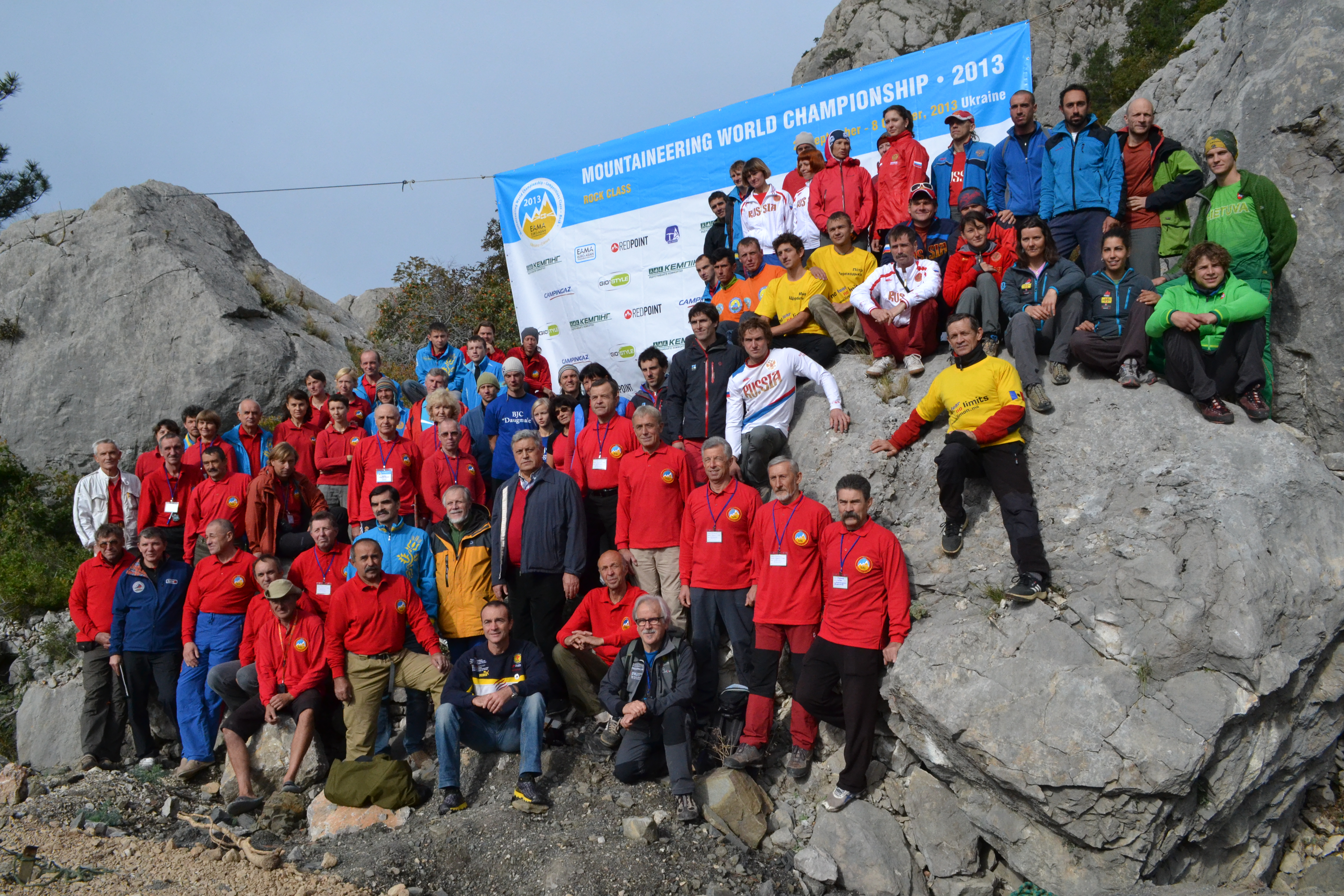
В чемпионате мира в скальном классе участвовала 21 команда из 9 стран

II чемпионат мира по альпинизму по версии Евроазиатской ассоциации альпинизма и скалолазания — международные соревнования по спортивному альпинизму, которые проводятся в трех классах — в скальном, техническом и высотном.
Чемпионат мира в скальном классе проходил в Крыму, в поселке Кастрополь, с 30 сентября по 7 октября 2013 года. Крым во второй раз принимал у себя чемпионат мира по альпинизму.

## Дисциплины

### Скальный класс
Соревнования чемпионата мира в скальном классе проходили на южном берегу Крыма в районе Фороса и Симеиза.
Первый этап соревнований предполагал прохождение альпинистами так называемой «Школы», специально подготовленной для чемпионата трассы на скале Мердвень-Каясы. Отдельные маршруты были созданы для женских и мужских команд. Команды, набравшие большее количество баллов при прохождении «Школы», получали право приоритетного выбора маршрутов для последующего восхождения.
Основной этап чемпионата предполагал четырёхдневное восхождение участников на скалы Крыма. Мужчины штурмовали 4 вершины, женщины — 3. Альпинистские маршруты разной категории сложности пролегали до вершин таких крымских гор и скал, как Морчека, Шан-Кая, Замок, Форосский кант.
Главным организатором чемпионата выступили Евроазиатская ассоциация альпинизма и скалолазания и Федерация альпинизма и скалолазания Украины. Председателем оргкомитета соревнований был выбран президент украинской федерации альпинизма Валентина Симоненко.
Спортсмены разместились в поселках Кастрополь, Симеиз и Форос, но многие также выбрали походный вариант и ночевали в палатках под скалами.
Из-за плохой погоды многие спортсмены прекратили четырёхдневное восхождение раньше срока, не выполнив положенного количества восхождений.

### Высотный класс
Итоги чемпионата мира в высотном классе будут подводиться в ноябре 2013 года.

### Технический класс
Поскольку чемпионат мира в техническом классе проводится заочно, также как и в высотном, итоги соревнований будут решаться на основе достижений команд-участников. Итоги будут подведены в ноябре 2013 года.

## Участники соревнований
Всего в соревнованиях в скальном классе принимали участие 9 стран: Россия, Украина, Казахстан, Молдова, Беларусь, Литва, Латвия, Болгария и Испания, представленная двумя автономиями Каталонией и Басконией.
Заявки на участие в соревнованиях подали 13 стран, но из-за технических и финансовых трудностей до места проведения чемпионата добрались не все команды. Заявки также подавали команды из Монголии, Киргизии и Узбекистана.
Всего в соревнованиях участвовала 21 команда — 7 женских и 14 мужских. Россия и Украина были представлены несколькими женскими и мужскими альпинистскими связками.
Чемпионат в скальном классе собрал многих выдающихся, знаменитых альпинистов России и Украины, в качестве судей, организаторов или тренеров:
- Эдуарда Мысловского
- Валерия Балезина
- Сергея Бершова
- Геннадия Копейку
- Николая Захарова
- Валентина Симоненко
- Михаила Загирняка

Официальным логотипом чемпионата являлась немного переделанная эмблема Евроазиатской ассоциации альпинизма и скалолазания и представляет собой контур заснеженных пиков на фоне голубого неба. Общий призовой фонд чемпионата мира в скальном классе составил около 10 тысяч долларов.

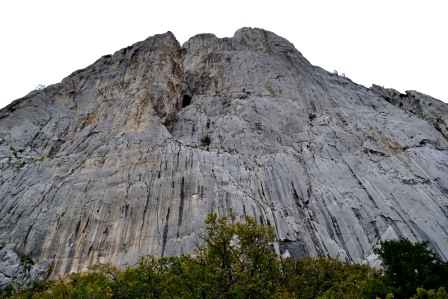
Морчека, одна из вершин, на которую взбирались альпинисты
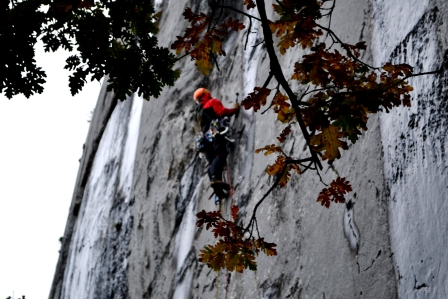
Альпинистка Галина Кухарева (команда «Россия-2») проверяет снаряжение
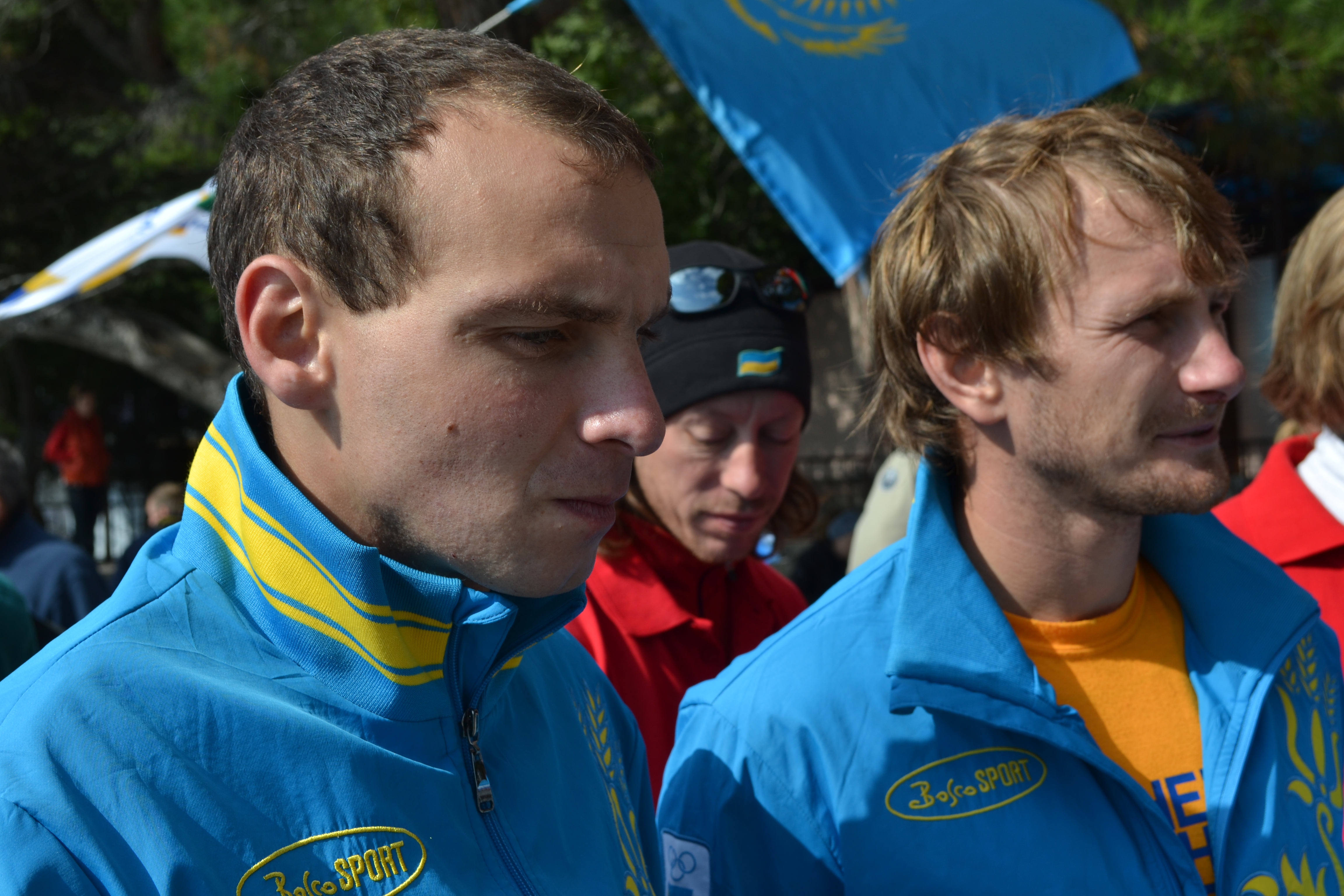
Победители чемпионата Александр Заколодный и Анатолий Оченаш
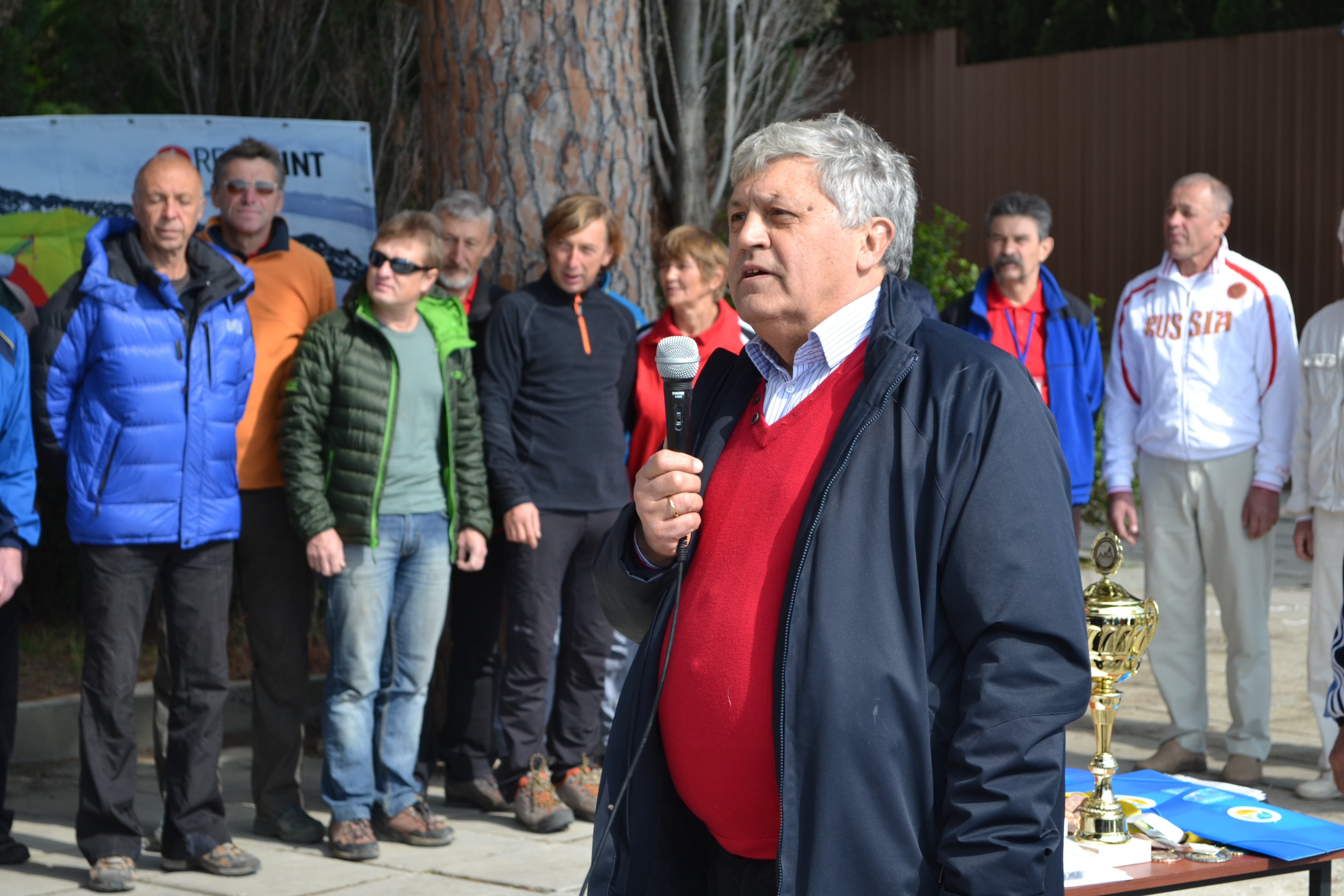
Валентин Симоненко обращается к участникам соревнований
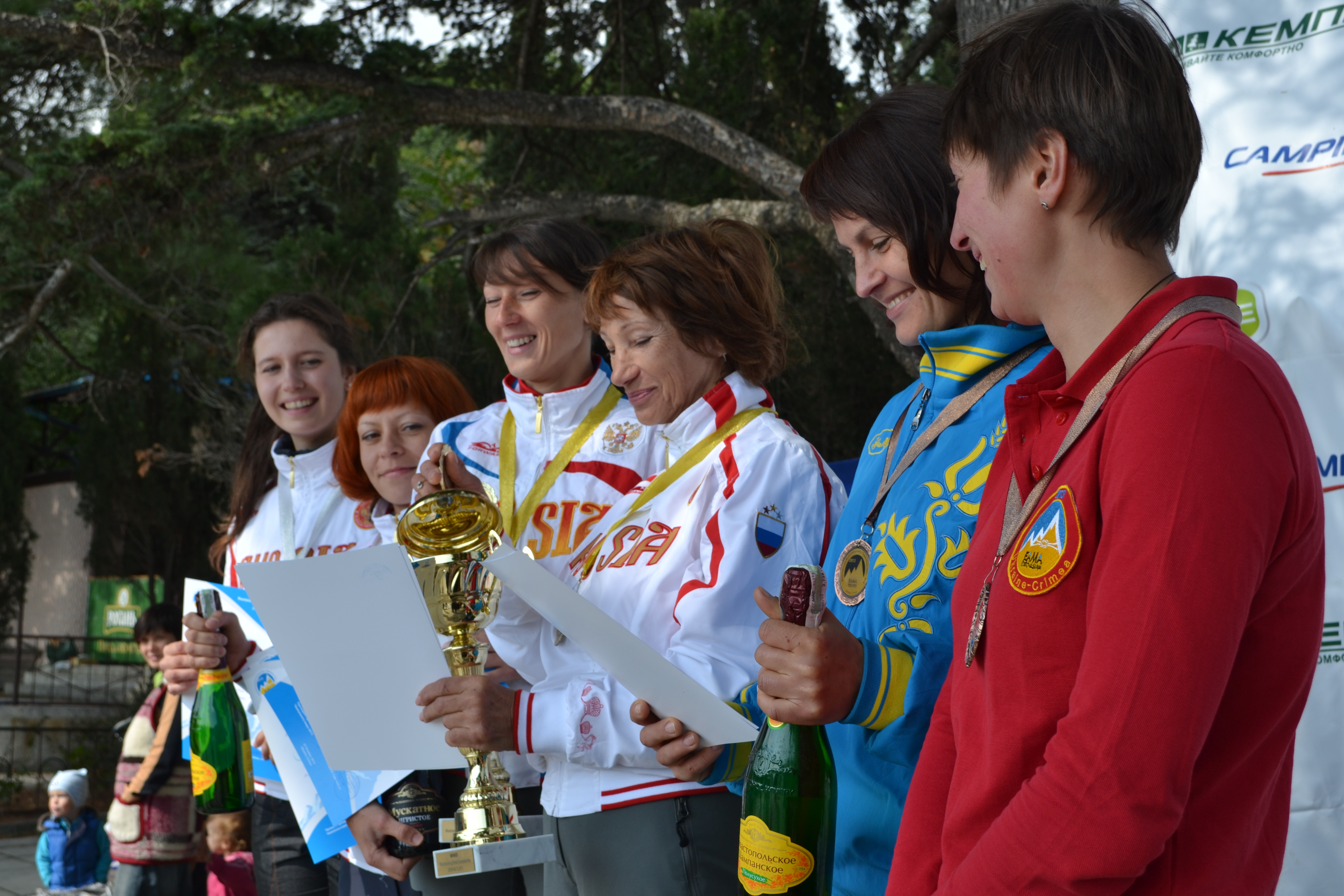
Призёры чемпионата в женском зачете

## Результаты чемпионата

### Скальный класс
Золотые медали чемпионата завоевали команда «Украина-1» в мужском зачете и команда «Россия-1» — в женском. Серебро и бронзу в обоих зачетах также разделили между собой члены украинской и российской сборных.

#### Мужские связки
| П.   | Команда   | Спортсмены                           | Страна  | Школа      | Восхождение 1                                              | Восхождение 2                                              | Восхождение 3                                               | Восхождение 4                                               | Всего баллов |
| ---- | --------- | ------------------------------------ | ------- | ---------- | ---------------------------------------------------------- | ---------------------------------------------------------- | ----------------------------------------------------------- | ----------------------------------------------------------- | ------------ |
| 01 ! | Украина-1 | Александр Заколодный Анатолий Оченаш | Украина | 2 балла    | Гора Морчека, маршрут Sky Way, категория 6А (6,627 баллов) | Гора Морчека, маршрут Игрок, категория 6А (5,995 баллов)   | Гора Замок, маршрут По зеркалу, категория 6А (6,953 баллов) | Гора Замок, маршрут Ход конём, категория 6А (7,295 баллов)  | 28,870       |
| 02 ! | Россия-2  | Игорь Логинов Александр Жигалов      | Россия  | 1,164 балл | Гора Замок, маршрут Ход конём, категория 6А (6,453 баллов) | Гора Морчека, маршрут Sky Way, категория 6А (6,452 баллов) | Гора Морчека, маршрут Игрок, категория 6А (7,294 баллов)    | Гора Замок, маршрут По зеркалу, категория 6А (7,333 баллов) | 28,696       |
| 03 ! | Россия-1  | Виктор Цыганков Павел Власенко       | Россия  | 1,649 балл | Гора Морчека, маршрут Бровь, категория 6А (5,967 баллов)   | Гора Замок, маршрут Ход конём, категория 6А (6,474 баллов) | Гора Замок, маршрут По зеркалу, категория 6А (6,795 баллов) | Гора Морчека, маршрут Игрок, категория 6А (7,671 баллов)    | 28,556       |

#### Женские связки
| П.   | Команда   | Спортсмены                         | Страна  | Школа      | Восхождение 1                                                              | Восхождение 2                                                              | Восхождение 3                                                              | Всего баллов |
| ---- | --------- | ---------------------------------- | ------- | ---------- | -------------------------------------------------------------------------- | -------------------------------------------------------------------------- | -------------------------------------------------------------------------- | ------------ |
| 01 ! | Россия-1  | Ирина Бакалейникова Алена Андреева | Россия  | 1,92 балл  | Гора Мердвень-Каясы, маршрут Одесский экспресс, категория 6А (4,777 балла) | Гора Морчека, маршрут Столб, категория 5Б (4,833 балла)                    | Гора Замок, маршрут Через пещеру, категория 6А (5,077 балла)               | 16,607       |
| 02 ! | Россия-2  | Мария Смеловская Галина Кухарева   | Россия  | 1,793 балл | Гора Морчека, маршрут Столб, категория 5Б (4,55 балла)                     | Гора Мердвень-Каясы, маршрут Одесский экспресс, категория 6А (4,567 балла) | Гора Замок, маршрут Соколиный, категория 6А (4,668 балла)                  | 15,578       |
| 03 ! | Украина-1 | Анна Ясинская Оксана Ревчук        | Украина | 1,367 балл | Гора Замок, маршрут Через пещеру, категория 6А (4,439 балла)               | Гора Замок, маршрут Соколиный, категория 6А (4,557 балла)                  | Гора Мердвень-Каясы, маршрут Одесский экспресс, категория 6А (4,467 балла) | 14,83        |